# Falacia patética

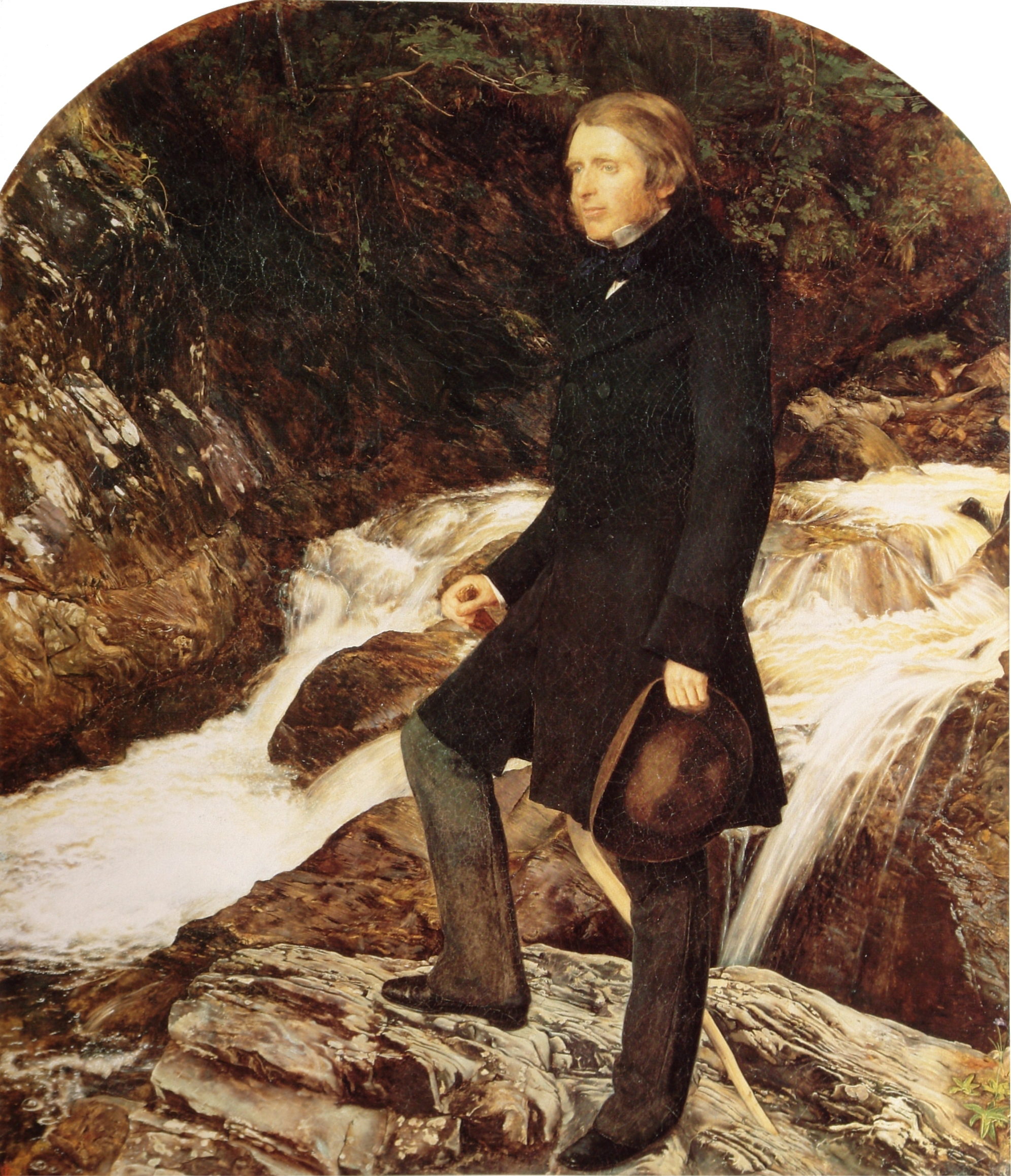
Retrato de John Ruskin, quien acuñó el término.

La falacia patética o falacia antropomórfica es la descripción de objetos inanimados de la naturaleza de manera que se les dota con sentimientos, pensamientos y sensaciones humanas. Es un caso especial de la falacia de reificación. La palabra "patética" aquí se entiende como empatía y no es peyorativa. El término se origina en la crítica literaria pero su uso se ha extendido.
El término fue acuñado por John Ruskin en Modern Painters (1856), en el que Ruskin escribió que la misión de la falacia patética era la de "significar cualquier descripción de objetos naturales inanimados que les atribuya capacidades, sensaciones y emociones humanas".
En el sentido estricto de Ruskin, la falacia patética es un fallo artístico, puesto que él creía que el valor central del arte, literario o visual, debería ser su representación veraz del mundo tal como aparece ante nuestros sentidos, y no como aparece en nuestras reflexiones imaginativas e imaginarias sobre él.
Los críticos posteriores a Ruskin generalmente no lo secundaron en considerar a la falacia patética como fallo artístico, asumiendo en cambio que la atribución de sentimientos y rasgos humanizantes a la naturaleza es una manera centralmente humana de entender el mundo, y que efectivamente tiene un papel útil e importante en el arte y la literatura. De hecho, rechazar el uso de la falacia patética significaría desechar la mayor parte de la poesía romántica y de muchas de las imágenes más memorables de Shakespeare, por ejemplo. Sin embargo, para los críticos literarios es útil tener un término específico para describir tendencias antropomorfas en el arte y la literatura, por lo que la frase se utiliza actualmente en un sentido neutral y despojada de prejuicios.
La falacia patética no es una falacia lógica puesto que no implica un error en el razonamiento. Como figura retórica, tiene una cierta semejanza a la personificación, aunque es menos formal.
En el campo de las relaciones internacionales, cabe destacar la aproximación conceptual que realizó el politólogo argentino Carlos Escudé, en su obra Realismo periférico:

«Postulo en primer lugar que toda invocación de la “dignidad”, el “orgullo” o el “honor” nacionales constituye una extrapolación a la nación de conceptos que son válidos para el individuo, en el sentido estricto de que éste tiene un sistema nervioso y una espina dorsal, y que es un todo superior a la suma de sus partes. Estos conceptos, sin embargo, no son válidos o aplicables para las colectividades, que no tienen una espina dorsal sino en términos de una mala metáfora, y que, desde el punto de vista de la razón de ser del Estado no constituyen “todos” superiores a la suma de sus partes; carecen, como tales, de sistema nervioso y de sentimientos. (…) En segundo lugar, postulo que en todas las invocaciones a la dignidad, el orgullo o el honor nacionales está presente un elitismo perverso, especialmente cuando estos conceptos se utilizan para criticar políticas pragmáticas que atienden exclusivamente a los costos y beneficios materiales de un país pobre como la Argentina.»